# Cranach van Morganloup
Cranach van Morganloup is een Belgische stripreeks die begonnen is in 1987 met Jean-Luc Vernal als schrijver en Didier Convard als tekenaar.

## Inhoud
Cranach is een jong Keltisch stamhoofd, die bij de dood van diens vader, zijn zwaard erft. Dit zwaard "Gaëlle", blijkt het zwaard van de Aartsengel Michaël te zijn, en kwam in het bezit van Cranach's familie, nadat deze laatste de "Draak" versloeg te Mont-Saint-Michel.
Zoals de meeste strips van Convard, staat ook deze reeks bol van verwijzingen naar mythen en legenden, in combinatie met een science-fiction sausje.

## Publicatiegeschiedenis
Tijdens het verschijnen van deze reeks, werkte Convard aan het tweeluik "De 8 Dagen van de Duivel"/"De 9de Dag van de Duivel" voor de Collectie Verhalen en Legenden, die qua sfeer en genre nauw verwant zijn aan "Cranach van Morganloup".
Naast twee albums verschenen er ook nog enkele kortverhalen in het weekblad Kuifje. Even werd er gedacht om de reeks verder te zetten door Philippe Delaby. Maar verder dan één verhaaltje kwam het niet. In totaal bestaan er, naast de twee albums, 3 kortverhalen: "Als in een ander leven" (verschenen in "Super Kuifje #20: Hartebrekers", tekeningen: Convard), "De Fantastische Avonturen van de Tijd-Ruimte Agent" (speciaal getekend voor het album "40 jaar Kuifje", tekeningen Convard) en "Het Geheim van het Zwaard" (verschenen in "Super Kuifje #37:Geheim", tekeningen: Delaby)

## Albums
Alle albums zijn geschreven door Jean-Luc Vernal, getekend door Didier Convard en uitgegeven door Le Lombard. 
| Nummer | Titel                    |
| ------ | ------------------------ |
| 1      | De reiziger der poorten  |
| 2      | De blauwe steen van Naja |